# Liberale und Demokratische Fraktion
Die Liberale und Demokratische Fraktion (LD) war von 1979 bis 2004 eine Fraktion im Europäischen Parlament. Sie ging aus der 1953 gegründeten Fraktion der Liberalen und Nahestehenden (LIB) in der parlamentarischen Versammlung der Europäischen Gemeinschaft für Kohle und Stahl hervor. Parallel zur bestehenden Fraktion entstand 1976 die Parteienvereinigung Föderation der Liberalen und Demokratischen Parteien in der Europäischen Gemeinschaft, die später unter den Namen Europäische Liberale und Demokraten (ELD) bzw. Europäische Liberale, Demokraten und Reformer (ELDR) firmierte. Dementsprechend wurde die Fraktion mehrfach umbenannt; 1985 in Liberale und Demokratische Reformfraktion (LDR) und 1994 in Fraktion der Europäischen Liberalen, Demokratischen und Reformpartei (ELDR). Nach der Europawahl 2004 gründete die ELDR zusammen mit der Europäischen Demokratischen Partei (EDP) die Fraktion der Allianz der Liberalen und Demokraten für Europa (ALDE).

## Wahlergebnisse
| Jahr | %     | Mandate |
| ---- | ----- | ------- |
| 1979 | 9,8 % | 40/410  |
| 1984 | 7,1 % | 31/434  |
| 1989 | 9,5 % | 49/518  |
| 1994 | 7,6 % | 43/567  |
| 1999 | 8,0 % | 50/626  |

## Fraktionsvorsitzende
| Jahre     | Name                     | Foto |
| --------- | ------------------------ | ---- |
| 1979–1984 | Martin Bangemann         |      |
| 1984–1989 | Simone Veil              |      |
| 1989–1991 | Valéry Giscard d’Estaing |      |
| 1991–1994 | Yves Galland             |      |
| 1994–1998 | Gijs de Vries            |      |
| 1998–2002 | Pat Cox                  |      |
| 2002–2004 | Graham Watson            |      |